# Liste der Biografien/Schai
Liste der Biografien |
Portal Biografien |
Personensuche
# |
A |
B |
C |
D |
E |
F |
G |
H |
I |
J |
K |
L |
M |
N |
O |
P |
Q |
R |
S |
T |
U |
V |
W |
X |
Y |
Z |
?
 
Sa |
Sb |
Sc |
Sd |
Se |
Sf |
Sg |
Sh |
Si |
Sj |
Sk |
Sl |
Sm |
Sn |
So |
Sp |
Sq |
Sr |
Ss |
St |
Su |
Sv |
Sw |
Sy |
Sz
 
Sca–Sce |
Sch |
Sci–Scz
 
Scha |
Schc |
Schd |
Sche |
Schg |
Schi |
Schj |
Schk |
Schl |
Schm |
Schn |
Scho |
Schp |
Schr |
Schs |
Scht |
Schu |
Schv |
Schw |
Schy
 
Schaa |
Schab |
Schac |
Schad |
Schae |
Schaf |
Schag |
Schah |
Schai |
Schaj |
Schak |
Schal |
Scham |
Schan |
Schap |
Schaq |
Schar |
Schas |
Schat |
Schau |
Schav |
Schaw |
Schax |
Schay |
Schaz
Die Liste der Biografien führt alle Personen auf, die in der deutschsprachigen Wikipedia einen Artikel haben. Dieses ist eine Teilliste mit 70 Einträgen von Personen, deren Namen mit den Buchstaben „Schai“ beginnt.

## Schai

### Schaib
- Schaiban, Herrscher der Tuluniden in Ägypten
- Schaibānī, Asch- († 805), Schüler des Rechtsgelehrten Abu Hanifa, einer der Gründer der hanafitischen Rechtsschule
- Schaibani, Muhammad (1451–1510), usbekischer Khan und Staatsbegründer
- Schaible, Alexander (1870–1933), deutscher Beamter
- Schaible, Alexander (1878–1919), russischer bzw. ukrainischer General
- Schaible, Alfred (1925–2010), deutscher Kommunalpolitiker und Gewerkschafter
- Schaible, Camill (1837–1906), preußischer Oberst und Militärschriftsteller
- Schaible, Christian (1892–1968), deutscher Politiker (FDP)
- Schaible, Christian Friedrich (1791–1845), württembergischer Oberamtmann
- Schaible, Ernst (1868–1956), österreichischer Feldmarschalleutnant und Leiter des Eisenbahnministeriums
- Schaible, Georg (1907–2007), deutscher Maler und Grafiker
- Schaible, Hans-Georg (* 1952), deutscher Mediziner und Neurophysiologe
- Schaible, Ivo (1912–1990), deutscher römisch-katholischer Geistlicher und Künstler
- Schaible, Johanna (* 1984), Schweizer Künstlerin und Illustratorin
- Schaible, Karl (1824–1899), deutscher Arzt, Revolutionär, Sprachwissenschaftler und Schriftsteller
- Schaible, Stefan (* 1968), deutscher UnternehmensberaterStefan Schaible (* 1968)

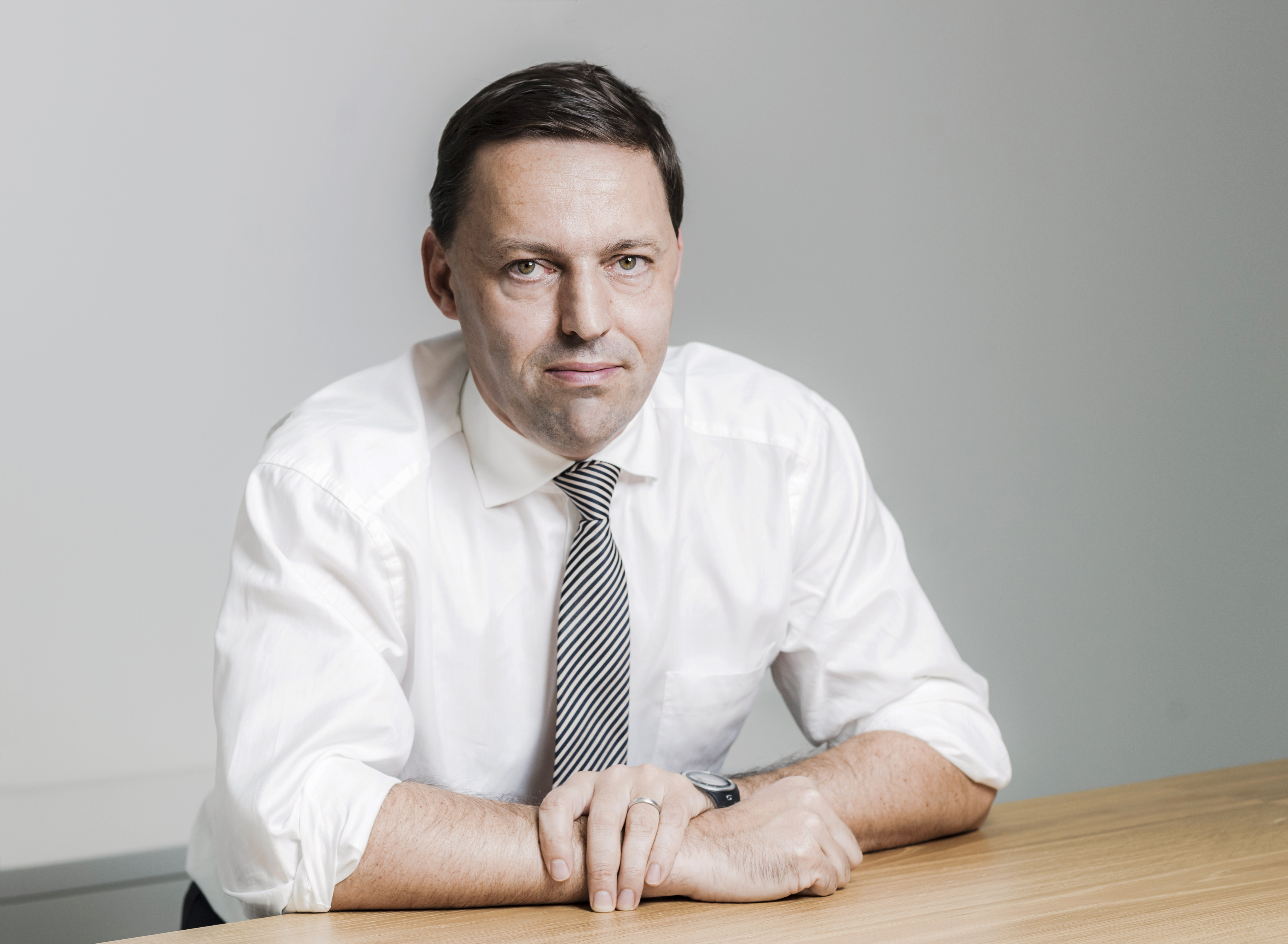
Stefan Schaible (* 1968)

- Schaible, Thomas (* 1960), deutscher Mediziner und Hochschullehrer
- Schaible, Tilmann (* 1961), deutscher Diplompädagoge, Verleger, Herausgeber
- Schaible, Volker (* 1953), deutscher Restaurator und Kunsttechnologe
- Schaible, Wilhelmine Brigitta (1878–1950), deutsche evangelisch-lutherische Schriftstellerin geistlicher Lieder

### Schaic
- Schaich, Abdullah bin Muhammad Al asch- (* 1948), saudi-arabischer Geistlicher und Politiker (Minister)
- Schaich, Birutė (* 1980), litauische Handballspielerin
- Schaich, Eberhard (* 1940), deutscher Wirtschaftswissenschaftler und Rektor der Universität Tübingen (1999–2006)
- Schaich, Mustafa asch- (* 1957), syrischer Militärführer
- Schaich-Walch, Gudrun (* 1946), deutsche Politikerin (SPD), MdB
- Schaichet, Alexander (1887–1964), Schweizer Violinist, Bratschist und Dirigent
- Schaichet, Arkadi Samoilowitsch (1898–1959), sowjetischer Fotograf
- Schaichet, Irma (1895–1988), ungarisch-schweizerische Pianistin und Klavierpädagogin

### Schaid
- Schaidenreisser, Simon, deutscher Schriftsteller und Humanist
- Schaider, Christian (* 1977), deutscher Fußballspieler und -trainer
- Schaidhammer, Franz (* 1950), deutscher Politiker
- Schaidinger, Hans (* 1949), deutscher Politiker (CSU), Oberbürgermeister von RegensburgHans Schaidinger (* 1949)

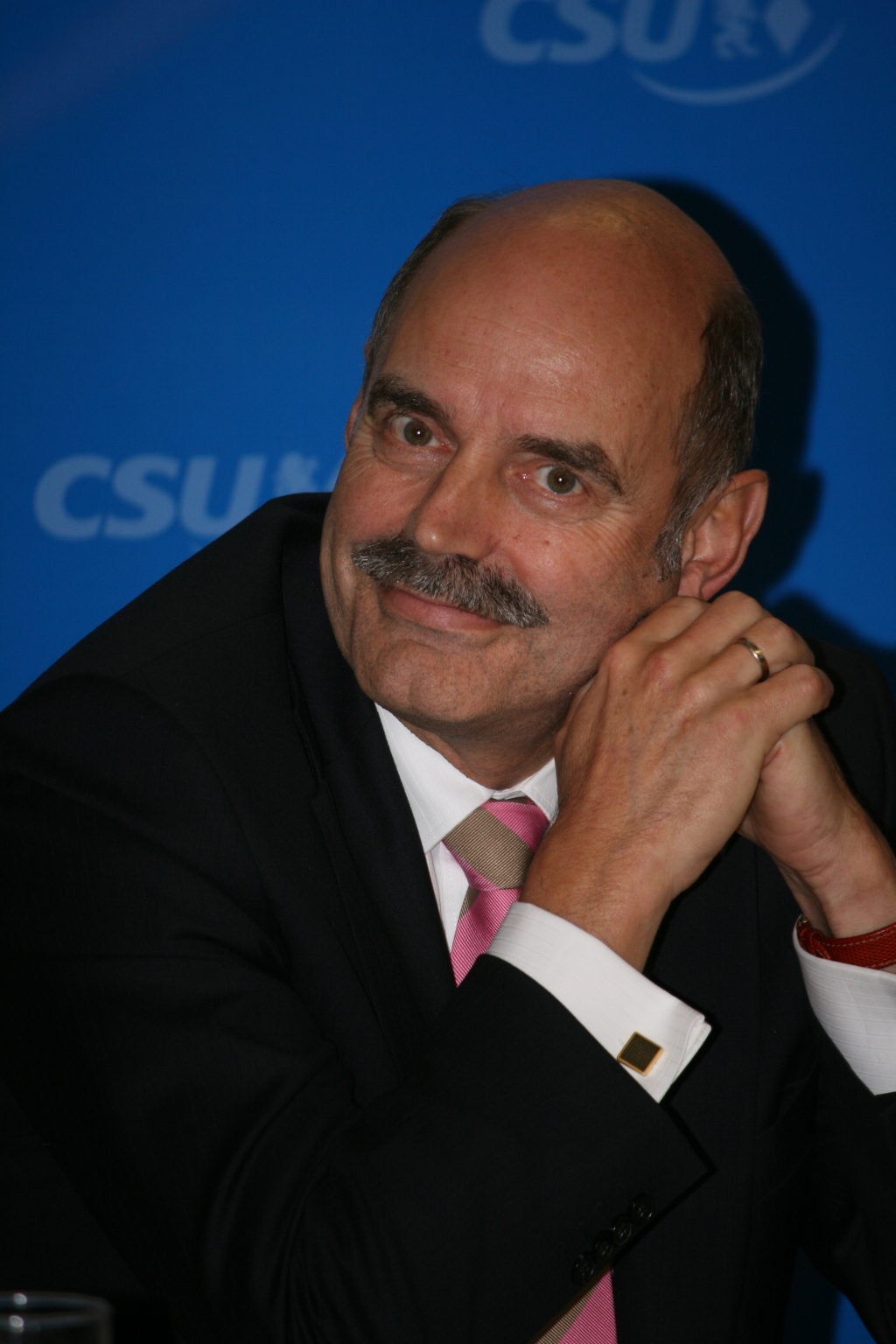
Hans Schaidinger (* 1949)

- Schaidler, Karl (1908–1990), deutscher Schauspieler
- Schaidorow, Michail (* 2004), kasachischer Eiskunstläufer
- Schaidreiter, Heinrich (1885–1972), österreichischer Politiker (ÖVP), Landtagsabgeordneter, Mitglied des Bundesrates
- Schaidreiter, Raffaela (* 1985), österreichische JournalistinRaffaela Schaidreiter (* 1985)

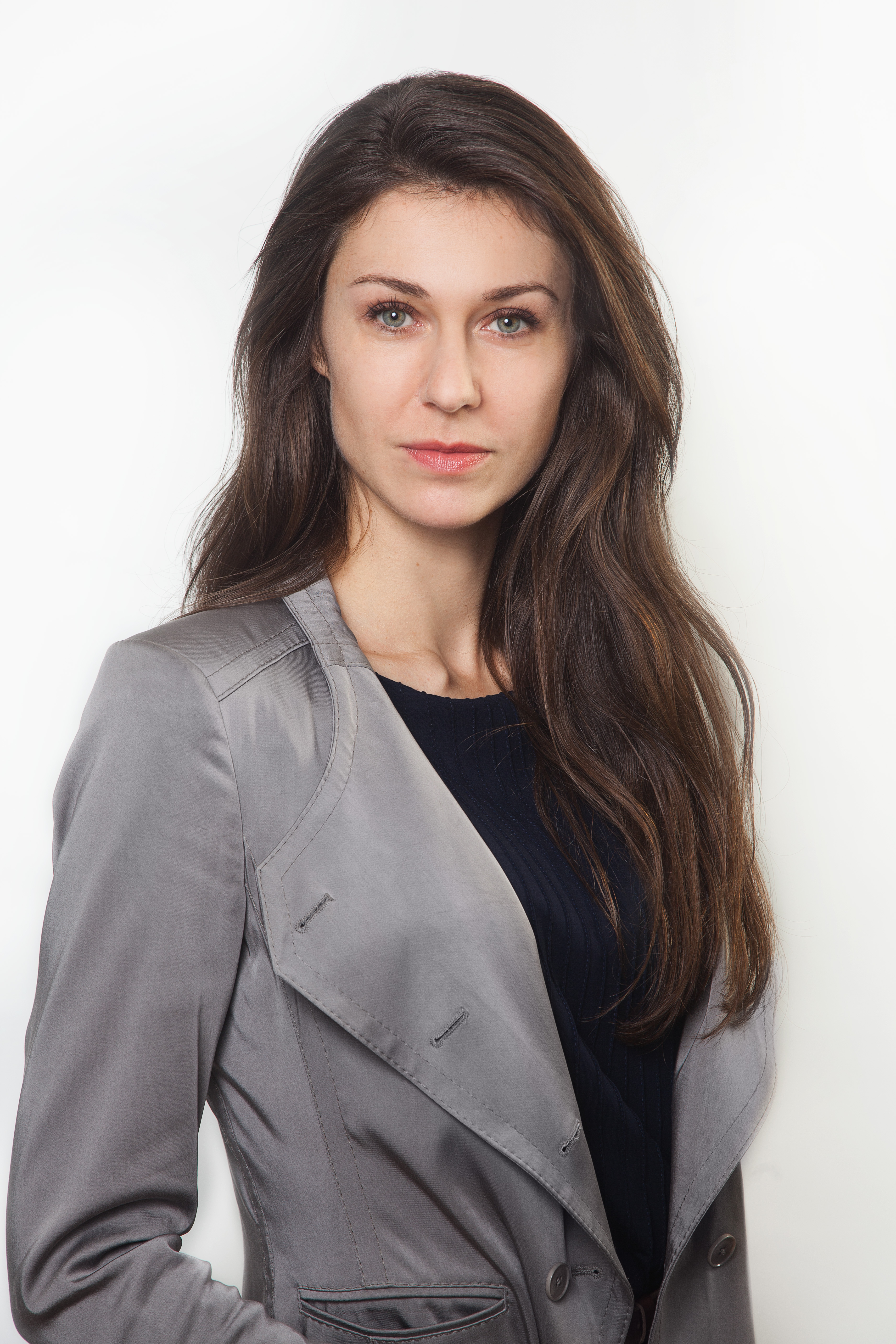
Raffaela Schaidreiter (* 1985)

- Schaidthauf, Johann Peter (1707–1794), Bildhauer
- Schaidthauf, Thomas (1735–1807), Stuckateur und Bildhauer
- Schaiduko, Georgi Iwanowitsch (1962–2023), russischer Segler

### Schaif
- Schaifers, Karl (1921–2009), deutscher Astronom

### Schaik
- Schaik, Carel van (* 1953), niederländischer Anthropologe
- Schaik, Joost van (* 1974), niederländischer Jazzmusiker (Schlagzeug)
- Schaik, Paulien van (* 1967), niederländische Jazzsängerin und -komponistin
- Schaik, Steef van (1888–1968), niederländischer Politiker und Wirtschaftsmanager
- Schaikewitsch, Nachum (1850–1905), jiddischer Schriftsteller
- Schaikis, Alejandro, argentinischer Violinist

### Schail
- Schailauow, Ghani (* 1985), kasachischer Boxer
- Schailauow, Talghat (* 1985), kasachischer Eishockeystürmer
- Schaile, Marcus (* 1962), deutscher Politiker (CDU), Bürgermeister von Germersheim

### Schaim
- Schaimardanowa, Wiktorija (* 1973), ukrainische Gewichtheberin
- Schaimerdenowa, Nursulu (* 1958), kasachische Philologin, Kinderbuchautorin
- Schaimijew, Mintimer Scharipowitsch (* 1937), russisch-tatarischer Politiker

### Schain
- Schain, Grigori Abramowitsch (1892–1956), sowjetischer Astronom
- Schain, Pelageja Fjodorowna (1894–1956), sowjetische Astronomin
- Schainowa, Marina Wladimirowna (* 1986), russische Gewichtheberin
- Schainski, Wladimir Jakowlewitsch (1925–2017), sowjetischer bzw. russischer Komponist

### Schair
- Schairer, Carolin (* 1976), deutsche Autorin
- Schairer, Erich (1887–1956), deutscher Journalist und Publizist
- Schairer, George (1913–2004), US-amerikanischer Aerodynamik-Experte
- Schairer, Gerhard (1938–2012), deutscher Paläontologe
- Schairer, Horst (* 1944), deutscher Fußballspieler
- Schairer, John Frank (1904–1970), US-amerikanischer Mineraloge
- Schairer, Markus (* 1987), österreichischer Snowboarder
- Schairer, Martin (* 1952), deutscher Verwaltungsjurist, Bürgermeister und ehemaliger Polizeipräsident von Stuttgart
- Schairer, Maximilian (* 1997), deutscher Pianist
- Schairer, Reinhold (1887–1971), deutscher Verbandsfunktionär und Bildungsexperte
- Schaʿiri, Chalid bin Muhsin (* 1991), saudi-arabischer Gewichtsrekordler, zweitschwerster Mensch aller Zeiten
- Schairt, Gisbert († 1452), niederländischer Baumeister der Spätgotik

### Schait
- Schaitar, Wiktor Wiktorowitsch (* 1983), russischer Automobilrennfahrer
- Schaitberger, Joseph (1658–1733), evangelischer Glaubenskämpfer und Bergmann